# MESFET

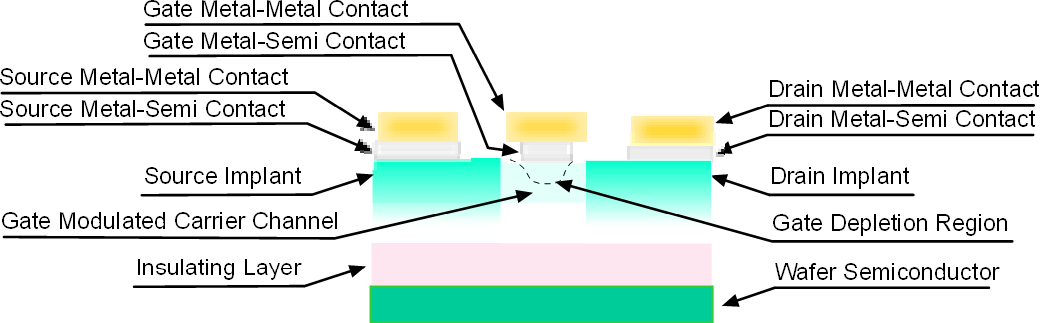
Esquema del transistor MESFET

Un MESFET (transistor d'efecte de camp metall-semiconductor) és un dispositiu semiconductor de transistor d'efecte de camp similar a un JFET amb una unió Schottky (metall - semiconductor) en lloc d'una unió p–n per a una porta.

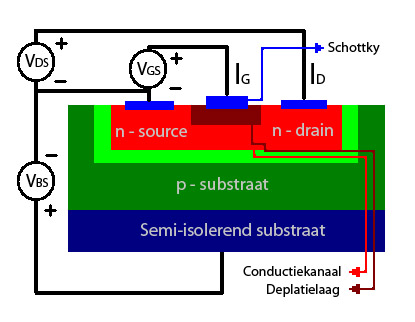
Estructura de materials del MESFET

Els MESFET es construeixen en tecnologies de semiconductors compostos que no tenen una passivació superficial d'alta qualitat, com ara l'arsenur de gal·li, el fosfur d'indi o el carbur de silici, i són més ràpids però més cars que els JFET o MOSFET basats en silici. Els MESFET de producció funcionen fins a aproximadament 45 GHz, i s'utilitzen habitualment per a comunicacions de freqüència de microones i radar. Els primers MESFET es van desenvolupar el 1966, i un any més tard es va demostrar el seu rendiment de microones de RF d'extremada freqüència. El MESFET, de manera similar al JFET, difereix del FET o MOSFET de porta aïllada comú perquè no hi ha cap aïllant sota la porta sobre la regió de commutació activa. Això implica que la porta MESFET hauria d'estar polaritzada, en mode transistor, de manera que es tingui una zona d'esgotament de polarització inversa que controli el canal subjacent, en lloc d'un díode de metall-semiconductor conductor cap endavant al canal.
S'han explorat nombroses possibilitats de fabricació de MESFET per a una àmplia varietat de sistemes de semiconductors. Algunes de les principals àrees d'aplicació són les comunicacions militars, com a amplificador frontal de baix soroll de receptors de microones tant en dispositius de radar militars com en comunicacions, optoelectrònica comercial, comunicació per satèl·lit, com a amplificador de potència per a l'etapa de sortida d'enllaços de microones i com a oscil·lador de potència.